# Bulbophyllum pampangense
Bulbophyllum pampangense är en orkidéart som beskrevs av Oakes Ames. Bulbophyllum pampangense ingår i släktet Bulbophyllum och familjen orkidéer. Inga underarter finns listade i Catalogue of Life.